# Jacques Turlings
Johannes Jacobus (Jacques) Turlings (Tilburg, 4 januari 1889 – Roermond, 12 oktober 1972) was een Nederlands architect en politicus. Hij was onder meer directeur van Gemeentewerken Roermond, hoofdbouwkundige van de Limburgsche Tramweg-Maatschappij en gemeenteraadslid.

## Levensloop
Hij was de zoon van Peter Johannes Turlings en Cornelia Wilhelmina van Loenhoud. Zijn ouders leidden een enigszins zwervend bestaan. In de jaren 1890 woonde het gezin in Haarzuilens, waar zijn vader vermoedelijk werkzaam was als opzichter bij de restauratie van Kasteel de Haar. Later woonde het gezin in Zoeterwoude van waaruit Turlings de ambachtsschool in Leiden bezocht. In 1904 verhuisde het gezin van Zoeterwoude naar Roermond, waar op 14 april 1905 zijn vader en op 10 januari 1907 zijn moeder overleed. Op 2 april 1908 werd Turlings uit het bevolkingsregister van Roermond uitgeschreven als vertrokken naar Kerkrade. Op 27 oktober 1910 liet hij zich weer inschrijven in Roermond; nu als komende uit Tongelre bij Eindhoven. Als beroep gaf hij op ‘bouwkundig opzichter’.

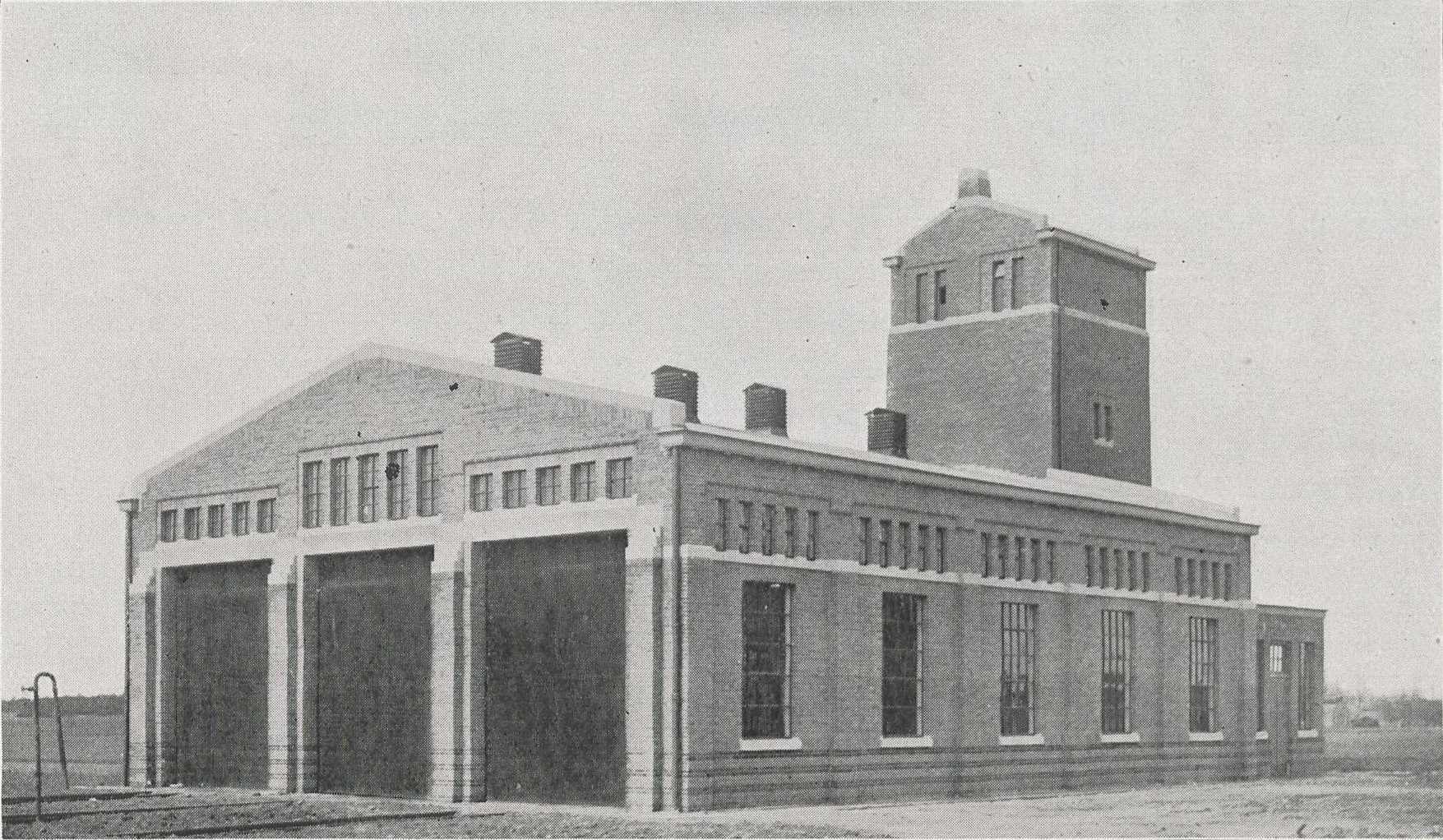
In 1921 ontwierp Turlings als hoofd van de bouwkundige afdeling van de LTM een tramremise met watertoren in Meijel

In Roermond trouwde hij op 17 augustus 1915 met Johanna Maria Hubertina van Helden met wie hij een gezin stichtte. Vanuit Roermond werkte hij als bedrijfsleider van een aannemersbedrijf in Heerlen. In augustus 1917 werd hij benoemd tot 'opzichter-teekenaar' bij de dienst Publieke Werken van de gemeente Helmond. Omdat hij geen geschikte woning kon vinden kreeg hij in december van het gemeentebestuur van Helmond een vergoeding van 25 gulden per maand voor een tijdelijk onderkomen. In juli 1918 volgde het resterende gezin. In september 1919 werd hij benoemd tot hoofdopzichter en in februari 1920 tot waarnemend directeur. Op 10 juni werd hij gekozen als technisch adviseur van de R.K. Woningbouwvereeniging De Hoop. In september werd hij benoemd tot hoofd van de bouwkundige afdeling van de Centrale Limburgsche Spoorwegmaatschappij (de latere Limburgsche Tramweg-Maatschappij). Hierdoor vestigde hij zich weer in Roermond. Het gezin woonde achtereenvolgens aan de Leliestraat en vanaf 1923 aan de Venloseweg 9. Op 1 februari 1927 werd hij benoemd tot ‘chef van weg en werken’.

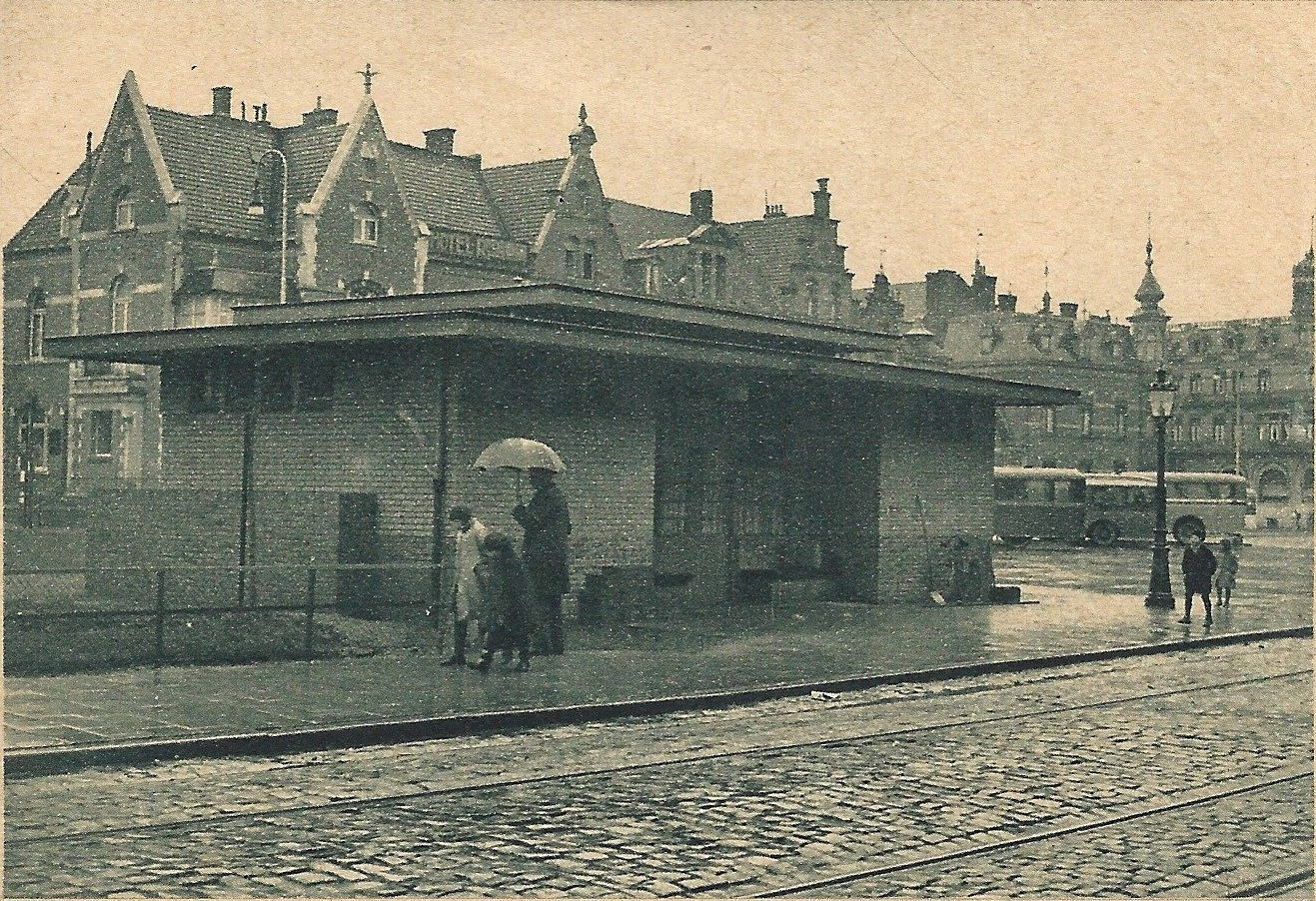
In 1930 ontwierp Turlings in opdracht van de LTM het wachthuisje van die maatschappij op het Stationsplein in Maastricht

Na de Tweede Wereldoorlog speelde Turlings een belangrijke rol in de wederopbouw van Roermond. Hij was in die tijd onder meer directeur van Gemeentewerken van Roermond en lid van de Stichting Herstel Limburg 1945. Op 30 september 1954 nam hij afscheid als hoofd van de dienst Gemeentewerken van Roermond. Van omstreeks 1953 tot omstreeks 1963 was hij bestuurslid van de R.K. Scholengemeenschap Dr. Cuypers.
Naast bouwkunde hield Turlings zich ook bezig met de restauratie van oude gebouwen. In 1954 werd aangekondigd dat onder zijn leiding de 18e-eeuwse bijgebouwen van Kasteeltje Hattem hersteld zouden worden. Omstreeks 1956-1959 restaureerde hij Kasteel Eijsden.
Hij was aangesloten bij de Bond van Nederlandse Architecten. Hij was naast architect ook lid van de Roermondse gemeenteraad. Op 24 juni 1931 en 14 juni 1939 werd hij gekozen als raadslid voor de  Roomsch-Katholieke Staatspartij. In mei 1930 nam hij zitting in de Roermondse schoonheidscommissie. In 1953 werd hij benoemd tot ridder in de Orde van Oranje-Nassau.

## Kinderen
Met zijn vrouw, Johanna Maria Hubertina van Helden, had Turlings de volgende kinderen:
1. Johannes Jozef Maria (Jo) Turlings (1916-1981).
2. Gertudis Maria Francisca Turlings (Roermond, 30 mei 1917), trouwde op 16 mei 1940 met de uit Rotterdam afkomstige arts Harry Hubertus Cornelis Stapert.
3. Maria Antonia Turlings (Helmond, 26 maart 1919).
4. Maria Theresia Adriana Turlings (Roermond, 27 augustus 1921).
5. Theresia Catharina Jacoba Turlings (Roermond, 30 januari 1923).

## Werken
- Tramremise, Meijel. 1921.
- Centrale werkplaats van de Limburgsche Tramwegmaatschappij, Roermond. 1922.
- Onderstation van de Limburgsche Tramweg-Maatschappij, Heerlen. 1922-1923.[15]
- Wachthuisje van de Limburgsche Tramweg-Maatschappij, Stationsplein, Maastricht. 1930-1931.
- Dubbele villa, Wilhelminalaan 88-90, Maasniel. Ca. 1935.
- Dubbele villa, Wilhelminalaan 92-94, Maasniel. Ca. 1935.
- Verbouwing van de Centrale werkplaats van de Limburgsche Tramwegmaatschappij tot papierfabriek. 1937.[16]
- Verbouwing Lindanusschool tot politiebureau, Wilhelminaplein 26. 1938.
- Herbouw winkelhuis Schuitenberg 55, Roermond. 1948.
- Raadszaal van het stadhuis van Roermond. 1962.